# Sobrefoz
Sobrefoz es un lugar y una parroquia de Ponga en una hoz del río Ponga. Está situado a 4 kilómetros de San Juan de Beleño, y a 31 kilómetros de Cangas de Onís en dirección a Ventaniella. Su plaza principal, La bolera, se sitúa enfrente del bar de Benigna. Además, cercana a la plaza, se encuentra la vieja escuela junto a la iglesia, reconstruida en la posguerra, ya que la original fue destruida durante la Guerra Civil española. Además posee otros dos bares también cercanos, Casa Benigna, de reciente construcción, y Casa Severa.
La fiesta más conocida es el Mercado Medieval, junto con la fiesta de la Santina, ésta celebrada ya en Ventaniella, además de la fiesta de San Pedro.
Además está gozando de mucha popularidad sus famosas fiestas de Nochevieja. 
Posee dos accesos, uno por el norte a través del puente que hay sobre el río; el otro, por el sur, desde San Juan de Beleño.
- Datos: Q2296516
- Multimedia: Sobrefoz / Q2296516